# L'Aventure Michelin

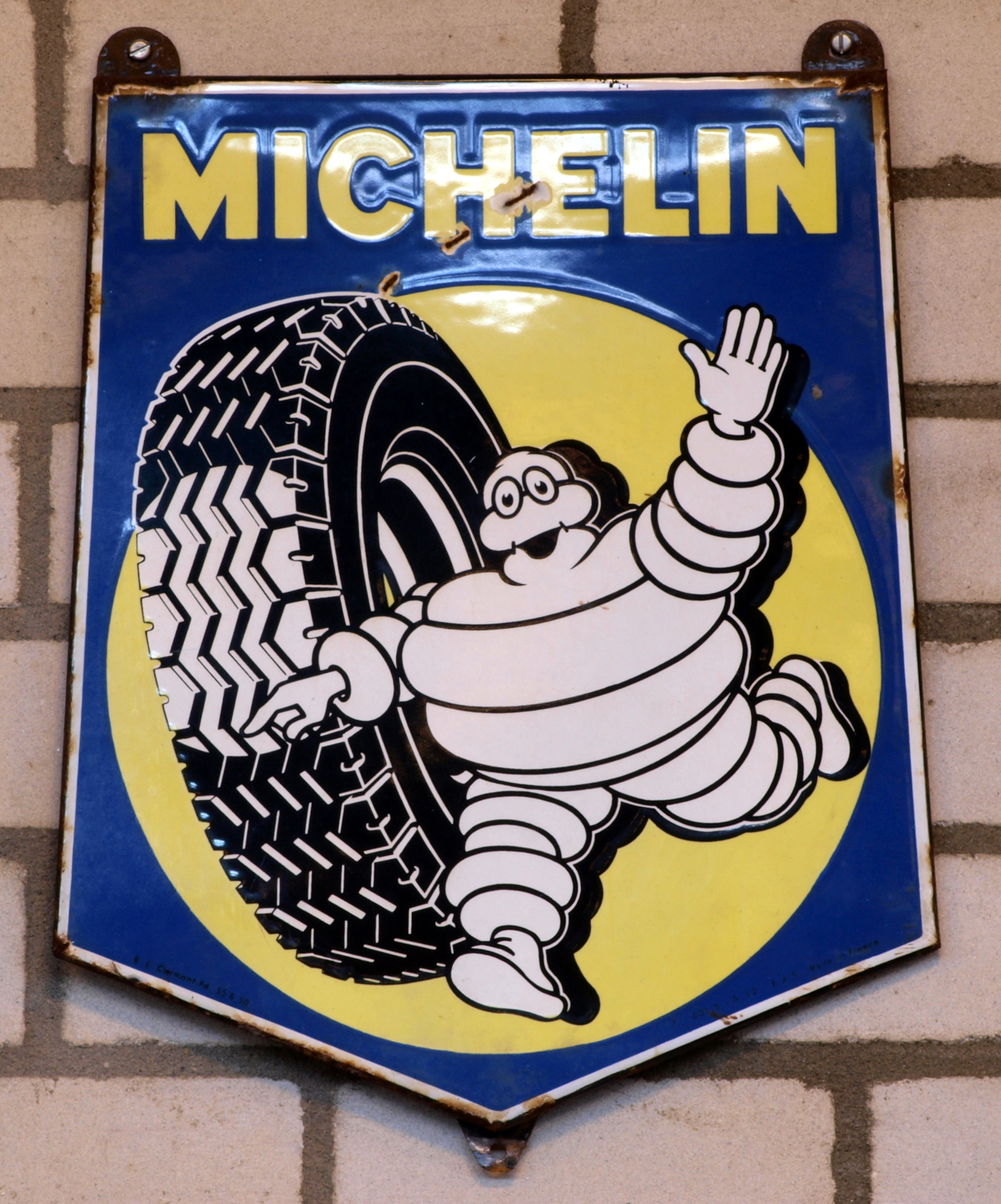
Michelin

El L'Aventure Michelin es un museo francés dedicado al grupo Michelin, ubicado en Clermont-Ferrand.
Inaugurado el 23 de enero de 2009, cuenta la historia, el patrimonio y los productos industriales del grupo en más de 2000 m².
El museo recibió a 100.000 visitantes en 2019.